# Svrbice
Svrbice (Hongaars: Szerbőc) is een Slowaakse gemeente in de regio Nitra, en maakt deel uit van het district Topoľčany.
Svrbice telt 206 inwoners.